# Mare Dibaba
Pour les articles homonymes, voir Dibaba.
Mare Dibaba (née le 20 octobre 1989) est une athlète éthiopienne, spécialiste des courses de fond, championne du monde du marathon en 2015 à Pékin.

## Biographie
Elle remporte la médaille d'or du semi-marathon lors des Jeux africains de 2011, à Maputo au Mozambique. Aux Jeux olympiques de 2012, elle se classe 23e de l'épreuve du marathon.
En 2014, elle remporte le Marathon de Xiamen, se classe troisième du Marathon de Boston, et deuxième du Marathon de Chicago.
Elle figure parmi les favorites des championnats du monde 2015, grâce notamment à son record personnel égalé en janvier 2015 lors du Marathon de Xiamen, en 2 h 19 min 52 s. Elle termine par ailleurs deuxième du Marathon de Boston, derrière la Kényane Caroline Rotich.
À Pékin, Mare Dibaba devient la première athlète éthiopienne titrée sur la distance en s'imposant dans le temps de 2 h 27 min 35 s, devançant d'une seconde la Kényane Helah Kiprop, et de quatre secondes la Bahreïnienne Eunice Kirwa.

### Palmarès
| Date | Compétition               | Lieu           | Résultat | Épreuve       | Performance     |
| ---- | ------------------------- | -------------- | -------- | ------------- | --------------- |
| 2011 | Jeux africains            | Maputo         | 1re      | Semi-marathon | 1 h 10 min 47 s |
| 2014 | Marathon de Boston        | Boston         | 3e       | Marathon      | 2 h 20 min 35 s |
| 2014 | Marathon de Chicago       | Chicago        | 2e       | Marathon      | 2 h 25 min 37 s |
| 2015 | Marathon de Boston        | Boston         | 2e       | Marathon      | 2 h 24 min 59 s |
| 2015 | Championnats du monde     | Pékin          | 1re      | Marathon      | 2 h 27 min 35 s |
| 2016 | Jeux olympiques           | Rio de Janeiro | 3e       | Marathon      | 2 h 24 min 30 s |
| 2017 | Semi-marathon de Lisbonne | Lisbonne       | 1re      | Semi-marathon | 1 h 09 min 43 s |

### Records
| Épreuve       | Performance     | Lieu           | Date            |
| ------------- | --------------- | -------------- | --------------- |
| Semi-marathon | 1 h 7 min 13 s  | Ras el Khaïmah | 19 février 2010 |
| Marathon      | 2 h 19 min 52 s | Dubaï          | 27 janvier 2012 |